# نورث‌شیکاگو (ایلینوی)
نورث‌شیکاگو، ایلینوی (به انگلیسی: North Chicago, Illinois) یک شهر در ایالات متحده آمریکا با جمعیت ۳۲٬۵۷۴ نفر است که در ایلی‌نوی واقع شده‌است.

## موقعیت جغرافیایی
موقعیت جغرافیایی شهرها و مناطق اطراف به شرح زیر است: